# Герб комуни Дальс-Ед
Герб комуни Дальс-Ед (швед. Dals-Eds kommunvapen) — символ шведської адміністративно-територіальної одиниці місцевого самоврядування комуни Дальс-Ед.

## Історія
За адміністративно-територіальною реформою 1952 року до ландскомуни Дальс-Ед увійшло 6 колишніх менших ландскомун. 1957 року для ландскомуни було розроблено Карлом Закаріассоном проєкт герба. Однак цей проєкт не отримав офіційного королівського затвердження, оскільки в ньому порушувалися геральдичні норми. 
Після адміністративно-територіальної реформи, проведеної в Швеції на початку 1970-х років, цей герб стала використовувати комуна Дальс-Ед. Цей герб офіційно зареєстровано 2009 року, хоча він і не отримав схвалення від геральдчної служби.

## Опис (блазон)
У синьому полі зі срібного пагорба входить червоне полум'я, внизу відділена хвилясто основа, перетята на зелене і синє.

## Зміст
Пагорб уособлює місцевий ландшафт, а полум'я символізує традицію розкладання сигнальних вогнів. Шість вигинів хвилястого ділення мають уособлювати шість колишніх ландскомун (даніших парафій), які сформували теперішню комуну.